# Fred McMullan
Freddie McMullan (4 juni 1950) is een Brits dartspeler uit Noord-Ierland.
McMullan speelde drie keer op het World Darts Championship. Op het World Professional Darts Championship 1985 versloeg hij Peter Locke uit Wales in de eerste ronde met 2-0. In de tweede ronde versloeg hij Bobby George met 3-1 om de kwartfinale te bereiken. In de kwartfinale werd McMullan verslagen door Cliff Lazarenko met 0-4. Op het World Professional Darts Championship 1986 versloeg hij Willie Mands in de eerste ronde met 3-1. In de tweede ronde verloor hij van John Lowe met 1-3. Hij keerde terug op het World Professional Darts Championship 1988 en versloeg Tapani Uitos in de eerste ronde met 3-0. McMullan verloor in de tweede ronde van Peter Evison met 0-3.
McMullan bereikte de halve finales van de Winmau World Masters in 1984. Hij versloeg Peter Locke, Jocky Wilson en Alan Evans alvorens te verliezen van regerend kampioen Eric Bristow die uiteindelijk zijn titel verlengde.
McMullan behaalde samen met Steve Brennan, Ray Farrell en David Keery de finale van de WDF Europe Cup teams in 1984. Ze verloren van Team Engeland met 7-9. Ook haalde McMullan samen met Charlie Maxwell, Louis Doherty en Ray Farrell de finale van de WDF World Cup teams in 1987. Daarin verloren ze van Team Engeland met 8-9.
Hij trok zich in 1999 terug uit de dartsport als gevolg van gezondheidsproblemen.

## Resultaten op Wereldkampioenschappen

### BDO
- 1985: Kwartfinale (verloren van Cliff Lazarenko met 0-4)
- 1986: Laatste 16 (verloren van John Lowe met 1-3)
- 1988: Laatste 16 (verloren van Peter Evison met 0-3)

### WDF
- 1985: Laatste 32 (verloren van Christer Pilblad met 2-4)
- 1987: Laatste 64 (verloren van Stefan Lord)